# Jiului (métro de Bucarest)
Jiului est une station de métro roumaine de la ligne M4 du métro de Bucarest. Elle est située sur le boulevard Bucureștii Noi, dans le quartier Pajura, Sector 1 de la ville de Bucarest.
Elle est mise en service en 2011.
Exploitée par Metrorex elle est desservie par les rames de la ligne M4 qui circulent quotidiennement entre 5 h 0 et 23 h 0 (heure de départ des terminus). Des stations du tramway de Bucarest et des arrêts d'autobus sont à proximité.

## Situation sur le réseau
Établie en souterrain, la station Jiului est située sur la ligne M4 du métro de Bucarest, entre les stations Parc Bazilescu, actuel terminus (en mars 2015), et 1 mai, en direction de Gara de Nord.

## Histoire
La station de passage « Jiului » est mise en service le 1er juillet 2011, lors de l'ouverture à l'exploitation du prolongement de 1 mai à la nouvelle station terminus de Parc Bazilescu,.

## Service des voyageurs

### Accueil
La station dispose de deux bouches sur le boulevard Bucureștii Noi. Des escaliers, ou des ascenseurs pour les personnes à mobilité réduite, permettent de rejoindre la salle des guichets et des automates pour l'achat des titres de transport (un ticket est utilisable pour un voyage sur l'ensemble du réseau métropolitain).

### Desserte
À la station Jiului la desserte quotidienne débute avec le passage de la première rame, partie du terminus le plus proche à 5 h 0 et se termine avec le passage de la dernière rame, partie du terminus le plus éloigné à 23 h 0.

### Intermodalité
Des arrêts de transports en commun sont situés à proximité : les stations du tramway de Bucarest Bd. Gloriel et Pajurei (ligne 24) et des arrêts de bus (lignes 697, N113 et N117).